# Polonia ai II Giochi olimpici invernali
La Polonia partecipò ai II Giochi olimpici invernali, svoltisi a Sankt Moritz, Svizzera, dall'11 al 19 febbraio 1928, con una delegazione di 26 atleti impegnati in cinque discipline.